# Posaconazole
Posaconazole (tên thương mại Noxafil, Posanol) là một loại thuốc chống nấm triazole.

## Sử dụng trong y tế
Posaconazole được sử dụng để điều trị aspergillosis xâm lấn và nhiễm nấm candida và nấm do các loài Scedoporium và Fusarium gây ra, có thể xảy ra ở bệnh nhân suy giảm miễn dịch. Nó cũng được sử dụng để điều trị nấm candida hầu họng (OPC), bao gồm cả vật liệu chịu lửa OPC với itraconazole và/hoặc liệu pháp fluconazole.
Nó cũng được sử dụng để điều trị nhiễm trùng xâm lấn bởi các loài Candida, Mucor và Aspergillus ở những bệnh nhân suy giảm miễn dịch nặng.
Bằng chứng lâm sàng về công dụng của nó trong điều trị bệnh xâm lấn gây ra bởi các loài Fusarium (fusariosis) còn hạn chế.

## Dược lý

### Phương thức hành động
Posaconazole hoạt động bằng cách phá vỡ sự đóng gói chặt chẽ chuỗi acyl của phospholipid, làm suy yếu chức năng của một số hệ thống enzyme gắn màng như ATPase và enzyme của hệ thống vận chuyển điện tử, do đó ức chế sự phát triển của nấm. Nó thực hiện điều này bằng cách ngăn chặn sự tổng hợp của ergosterol bằng cách ức chế enzyme lanosterol 14α-demethylase và tích lũy tiền chất sterol bị methyl hóa. Posaconazole mạnh hơn đáng kể trong việc ức chế demethylase 14-alpha so với itraconazole.

### Vi trùng học
Posaconazole hoạt động chống lại các vi sinh vật sau:
- Candida spp.
- Aspergillus spp.
- Zyeimycetes spp.

## Dược động học
Posaconazole được hấp thu trong vòng ba đến năm giờ. Nó chủ yếu được đào thải qua gan và có thời gian bán hủy khoảng 35 giờ. Dùng đường uống posaconazole uống với bữa ăn nhiều chất béo vượt quá 90% sinh khả dụng và tăng nồng độ lên bốn lần so với trạng thái nhịn ăn.

## Nghiên cứu
Cũng có một số dấu hiệu cho thấy posaconazole có thể là phương pháp điều trị hiệu quả nhất cho cả bệnh Chagas mạn tính và cấp tính, cho thấy hiệu quả tốt hơn nhiều so với benznidazole. Schering-Plough hiện đang tuyển dụng người tham gia thử nghiệm lâm sàng giai đoạn II ở Argentina để kiểm tra hiệu quả của nó đối với Chagas không triệu chứng, mãn tính.